# Tuclazepam
Tuclazepam  là một loại thuốc là một dẫn xuất của benzodiazepine.